# Ochthocosmus floribundus
Ochthocosmus floribundus är en tvåhjärtbladig växtart som beskrevs av Henry Allan Gleason. Ochthocosmus floribundus ingår i släktet Ochthocosmus och familjen Ixonanthaceae. Inga underarter finns listade i Catalogue of Life.